# Sint-Maartenskerk (Maurik)
De Sint-Maartenskerk is een kerkgebouw in het Nederlandse dorp Maurik, provincie Gelderland. De kerk wordt gebruikt door de Hervormde Gemeente Maurik.

## Geschiedenis
Het is niet duidelijk wanneer er voor het eerst sprake is van een kerk in Maurik. Waarschijnlijk is in 1361 de toenmalige kerk verwoest tijdens de strijd met de Bronckhorsten. In 1395 duikt de kerk op in de kerkenlijst van de Utrechtse Dom. Hubert III van Culemborg kocht in 1397 het patronaatsrecht van de kerk over van Gerrit van Eck. De kerk kende twee vicarieën: het Catharinavicaris uit 1397 en het Antoniusvicaris uit 1508.
Naast de kerk heeft een kapel gestaan, maar deze is in 1819 afgebroken.
In 1842-1843 vonden er herstelwerkzaamheden plaats aan de kerk. In de jaren 1920-1925 werd de kerk gerestaureerd.

## Beschrijving
Het driebeukige pseudobasicale schip is begin 16e eeuw opgetrokken ter vervanging van een lagere voorganger uit de 15e eeuw. De bakstenen muren hebben tufstenen banden. Zowel aan de noord- als de zuidzijde zijn een ingang aanwezig, waarbij de zuidelijke is voorzien van een uitspringend portaal. De middenbeuk wordt overwelfd door een houten tongewelf, de zijbeuken door halve tongewelven. Het zadeldak is met leisteen bedekt. 
Het bakstenen koor dateert uit de tweede helft van de 15e eeuw. In tegenstelling tot het schip, kent het muurwerk van het koor geen tufstenen banden. Het koor wordt afgedekt door stenen kruisribgewelven en een straalgewelf. De ribben steunen op kraagstenen met beeltenissen van onder andere engelen en een monnik. 
De toren heeft vijf geledingen, waarvan de onderste vier uit de tweede helft van de 14e eeuw stammen. Toen begin 16e eeuw het nieuwe, hogere schip werd gebouwd, bleek de bestaande toren te laag geworden en werd er een vijfde geleding toegevoegd. De naaldspits is dermate smal dat er op het dak ruimte is voor een omloop, waaromheen een 18e-eeuws gietijzeren hekwerk is aangebracht. De 17e-eeuwse kerkklok is in de Tweede Wereldoorlog door de Duitse bezetter afgevoerd.
De preekstoel (eerste kwart van de 17e eeuw) staat op de voet van een 15e-eeuws doopvont. De eikenhouten schepenbank is uit 1692.
Het orgel is 1867 gebouwd door Petrus van Oeckelen.
In de kerk zijn diverse grafzerken aanwezig, onder andere van een predikant. Onder de houten vloer liggen graven van de heren en vrouwen Van Maurik.
Het koor en de pijlers van het schip tonen de restanten van diverse 15e-eeuwse muurschilderingen.